# Robert Pugh
Robert Pugh (Aberdare, 11 ottobre 1950) è un attore britannico.

## Biografia
Formatosi presso il Rose Bruford College, attivo in campo cinematografico, teatrale e televisivo, è noto soprattutto per le sue interpretazioni in alcuni film di grande successo quali Enigma (2001), Master & Commander - Sfida ai confini del mare (2003) di Peter Weir, L'uomo nell'ombra (2010) di Roman Polański, nel ruolo dell'ex ministro degli esteri inglese Richard Rycart. Negli ultimi anni recita anche in due kolossal storici del regista Ridley Scott, Robin Hood (2010), dove torna ad affiancare Russell Crowe dopo Master and Commander e Le Crociate (2005), anche se le scene in cui appare vengono tagliate in fase di montaggio (ma sono tuttavia presenti nella versione integrale del film). Pugh ottiene ulteriore popolaritá grazie al ruolo di Tony in due episodi della fortunata serie inglese Doctor Who e, in seguito, con l'interpretazione di Craster nel serial della Hbo Il Trono di Spade (2012-2013).

## Filmografia parziale

### Cinema
- I falchi della notte (Nighthawks), regia di Bruce Malmuth (1981)
- Britannia Hospital, regia di Lindsay Anderson (1982)
- Giro City, regia di Karl Francis (1982)
- Il prete (Priest), regia di Antonia Bird (1994)
- L'inglese che salì la collina e scese da una montagna (The Englishman Who Went Up a Hill But Came Down a Mountain), regia di Christopher Monger (1995)
- Enigma, regia di Michael Apted (2001)
- Quando verrà la pioggia (The Intended), regia di Kristian Levring (2002)
- Bara con vista (Plots with a View), regia di Nick Hurran (2002)
- Master & Commander - Sfida ai confini del mare (Master and Commander: The Far Side of the World), regia di Peter Weir (2003)
- Kinky Boots - Decisamente diversi (Kinky Boots), regia di Julian Jarrold (2005)
- Le crociate - Kingdom of Heaven (Kingdom  of Heaven), regia di Ridley Scott (2005)
- L'ultima legione (The Last Legion), regia di Doug Lefler (2007)
- L'uomo nell'ombra (The Ghost Writer), regia di Roman Polański (2010)
- Robin Hood, regia di Ridley Scott (2010)
- Love Bite - Amore all'ultimo morso (Love Bite), regia di Andy De Emmony (2012)
- Colette, regia di Wash Westmoreland (2018)
- Bellezza infinita (Eternal Beauty), regia di Craig Roberts (2019)

### Televisione
- Casualty – serie TV, 31 episodi (1986-2023)
- Testimoni silenziosi (Silent Witness) – serie TV, 5 episodi (1999-2020)
- Miss Marple (Agatha Christie's Marple) – serie TV, episodio 1x04  (2005)
- Shameless – serie TV, 2 episodi (2005-2012)
- Torchwood – serie TV, 1 episodio (2008)
- Robin Hood – serie TV, 1 episodio (2009)
- Doctor Who – serie TV, 2 episodi (2010)
- Delitti in Paradiso (Death in Paradise) - serie TV, 1 episodio 1x02 (2011)
- L'ispettore Barnaby (Midsomer Murders) - serie TV, 1 episodio 14x05 (2011)
- The Hollow Crown – miniserie TV, 1 puntata (2012)
- Il Trono di Spade (Game of Thrones) – serie TV, 5 episodi (2012-2013)
- The White Queen, regia di James Kent, Jamie Payne e Colin Teague – miniserie TV, puntate 1-2 (2013)
- L'ispettore Gently (Inspector George Gently) - serie TV, 1 episodio (2014)
- Mr Selfridge – serie TV, 9 episodi (2016)
- Knightfall – serie TV, episodi 1x09-1x10 (2017)
- Vanity Fair - La fiera delle vanità (Vanity Fair), regia di James Strong – miniserie TV, 6 puntate (2018)
- Strike – serie TV, 3 episodi (2020)

## Doppiatori italiani
Nelle versioni in italiano delle opere in cui ha recitato, Robert Pugh è stato doppiato da:
- Saverio Moriones in Bara con vista, L'ultima legione
- Ennio Coltorti in Quando verrà la pioggia, Vanity Fair - La fiera delle vanità
- Roberto Pedicini in Il prete
- Carlo Sabatini in Enigma
- Emidio La Vella in Master & Commander - Sfida ai confini del mare
- Carlo Valli in L'uomo nell'ombra
- Toni Garrani in Robin Hood
- Claudio Fattoretto in L'inglese che salì una collina e scese da una montagna
- Gerolamo Alchieri ne Il Trono di Spade
- Paolo Marchese in The White Queen
- Bruno Alessandro in Knightfall